# Парламентские выборы на Барбадосе (1991)
Парламентские выборы на Барбадосе прошли 22 января 1991 года для избрания депутатов Палаты собрания в парламенте Барбадоса. Результатом стала победа правящей Демократической лейбористской партии, которая получила 18 из 28 мест. Оппозиционная Барбадосская лейбористская партия во главе с Генри Фордом получила 10 мест, что стало на 7 мест больше, чем на предыдущих выборах 1986 года. Явка избирателей составила 63,7 %. Лидер Демократической лейбористской партии Ллойд Эрскин Сэндифорд остался премьер-министром.
Это были первые выборы, в которых участвовала Национально-демократическая партия стала, основанная в 1989 году четырьмя депутатами, вышедшими из Демократической лейбористской партии во главе с бывшим министром финансов Ричардом Хейнсом. Несмотря на то, что новая партия получила почти 7 % общенациональных голосов, все четверо потеряли свои места, и в рамках избирательной системы относительного большинства не было избрано ни одного нового члена НДП.

## Избирательный закон
Парламентские выборы в нижнюю палату Парламента Барбадоса по Конституции страны должны быть проведены не позже, чем через 5 лет после предыдущих. Досрочные выборы могут быть объявлены генерал-губернатором по представлению правительства либо в результате объявления парламентом вотума недоверия премьер-министру.

## Результаты
|                                       |                                          |         |       |       |       |
| Партия                                | Партия                                   | Голоса  | %     | Места | +/-   |
|                                       | Барбадосская лейбористская партия        | 59 900  | 49,77 | 18    | -6    |
|                                       | Демократическая лейбористская партия     | 51 789  | 43,03 | 10    | +7    |
|                                       | Национально-демократическая партия стала | 8218    | 6,83  | 0     | новая |
|                                       | Независимые                              | 445     | 0,37  | 0     | 0     |
| Недействительных/пустых бюллетеней    | Недействительных/пустых бюллетеней       | 1344    | 1,10  | -     | -     |
| Всего                                 | Всего                                    | 120 352 | 100   | 28    | +1    |
| Зарегистрированных избирателей / Явка | Зарегистрированных избирателей / Явка    | 191 000 | 63,72 | -     | -     |
| Источник: Nohlen                      |                                          |         |       |       |       |